# Raklița, Burgas
Raklița (în  Раклица) este un sat în comuna Karnobat, regiunea Burgas,  Bulgaria. 

## Demografie
Componența etnică a satului Raklița
     Bulgari (79,78%)
     Romi (20,21%)
     Nicio identificare (0%)
     Altele (0%)
La recensământul din 2011, populația satului Raklița era de 94 locuitori. Din punct de vedere etnic, majoritatea locuitorilor (79,78%) erau bulgari, cu o minoritate de romi (20,21%). Pentru 0% din locuitori nu este cunoscută apartenența etnică.